# 上方漫才協会大賞
上方漫才協会大賞（かみがたまんざいきょうかいたいしょう）は、上方漫才協会と吉本興業が主催する演芸コンクール。
2014年12月1日のよしもと漫才劇場開館とともに発足された上方漫才協会に所属する芸歴おおよそ10年の若手漫才師を対象に、舞台やメディアなどでの活躍を総合的な評価や、コンテスト形式をとった一般からの投票や芸人からの投票で選出する部門賞など様々な形で選出される。

## 概要
| 賞の名称                     | 概要 |
| ---------------------------- | --- |
| 大賞                         | 大賞ノミネートに選出された中より決定。 各分野での1年間の活躍や上方漫才への貢献など様々な視点で上方漫才協会大賞の審査会で審査し決定。                           |
| 新人賞                       | 芸歴5年目以下のコンビによるネタバトルで当日受賞コンビを決定。 ノミネートはよしもと漫才劇場で偶数月に行われているネタバトル「kakeru翔GP」の審査結果により決定。 |
| 話題賞                       | 1年間各メディアで話題になり、その活躍で上方漫才の発展に貢献したコンビが受賞。 審査会により1組を決定。                                                          |
| 文芸部門賞                   | 審査会によりノミネート者を決定。 ネタの台本や表現方法など文芸部の視点で特に優れているコンビが受賞。                                                            |
| トータルコーディネイト賞     | 審査会によりノミネート者を決定。 舞台衣装や髪型、所作など舞台でのコンビのコーディネイトに関わる部分で特に優れているコンビが受賞。                              |
| オープニングアクト（第1回）  | 1年間よしもと漫才劇場「Kiwami極LIVE」でおこなわれた全てのオープニングアクトから、事前観客投票により1位を決定。                                                 |
| 男前ランキング               | 事前お客様アンケートでの投票結果を集計。得票数のランキングを当日コーナーで発表。                                                                               |
| ブサイクランキング（第2回-） | 事前お客様アンケートでの投票結果を集計。得票数のランキングを当日コーナーで発表。                                                                               |

## 歴代出演者

### 司会・アシスタント
| 回 | 司会                           | アシスタント                      |
| -- | ------------------------------ | --------------------------------- |
| 1  | ハイヒールリンゴ（ハイヒール） | スーパーマラドーナ                |
| 2  | ハイヒールリンゴ（ハイヒール） | スーパーマラドーナ                |
| 3  | ハイヒールリンゴ（ハイヒール） | かまいたち                        |
| 4  | ハイヒールリンゴ（ハイヒール） | かまいたち                        |
| 5  | アインシュタイン               | スーパーマラドーナ （コーナーMC） |
| 6  | アインシュタイン               | トット                            |

### 新人賞審査員
| 回 | 審査員 |
| -- | --- |
| 1  | 中田ボタン（上方漫才協会副会長）、大池晶（漫才作家）、片山良文（漫才作家）、金山敏治（漫才作家）、新田敦生（なんばグランド花月支配人）                       |
| 2  | 中田ボタン（上方漫才協会副会長）、大池晶（漫才作家）、片山良文（漫才作家）、金山敏治（漫才作家）、新田敦生（なんばグランド花月支配人）                       |
| 3  | 中田ボタン（上方漫才協会副会長）、大池晶（漫才作家）、高見孔二（漫才作家）、片山良文（漫才作家）、金山敏治（漫才作家）、新田敦生（なんばグランド花月支配人） |
| 4  | 中田ボタン（上方漫才協会副会長）、大池晶（漫才作家）、高見孔二（漫才作家）、片山良文（漫才作家）、タフ計画（漫才作家）、新田敦生（なんばグランド花月支配人） |

## 過去の結果

### 第1回
2016年1月11日、なんばグランド花月にて第1回上方漫才協会大賞が行われた。
| 賞の名称                 | 受賞者 |
| ------------------------ | --- |
| 大賞                     | アインシュタイン |
| 特別賞                   | バンビーノ |
| 新人賞                   | ミキ |
| 話題賞                   | 8.6秒バズーカー |
| 文芸部門賞               | マルセイユ 「海外恋愛ドラマ」 シンクロック 「異性のキュンとする仕草」 コマンダンテ 「女心がわからない」 吉田たち 「赤色と青色」 |
| トータルコーディネイト賞 | 祇園 ダブルアート トット マルセイユ ミキ ゆりやんレトリィバァ                                                                   |
| オープニングアクト       | K-POP芸人 - 木崎太郎（祇園） - 中谷祐太（マユリカ） - 大村ジーニアス（サンディエゴ） - コメ（数学AB） - テジュ（イブンカ）      |
| 男前ランキング           | 木崎太郎（祇園） |

- アイロンヘッド
- アインシュタイン
- 尼神インター
- イブンカ
- インディアンス
- カバと爆ノ介
- 祇園
- クロスバー直撃

- コーンスターチ
- コマンダンテ
- コロコロチキチキペッパーズ
- ジュリエッタ
- シンクロック
- span!
- セルライトスパ
- タナからイケダ

- ダブルアート
- てんしとあくま
- トット
- 8.6秒バズーカー
- バンビーノ
- ビーフケーキ
- ヒューマン中村
- プリマ旦那

- マルセイユ
- ミキ
- 見取り図
- 守谷日和
- ゆりやんレトリィバァ
- 吉田たち
- ラフ次元

- 蛙亭
- kento fukaya

- さや香
- スーパーノヴァ

- 男性ブランコ
- ヒガシ逢ウサカ

- マユリカ
- ミキ

| 順位 | 芸人名                          |
| ---- | ------------------------------- |
| 1位  | 木崎太郎（祇園）                |
| 2位  | 河井ゆずる（アインシュタイン）  |
| 3位  | 田中シングル（8.6秒バズーカー） |
| 4位  | 石井輝明（コマンダンテ）        |
| 5位  | 洲崎貴郁（ラニーノーズ）        |
| 6位  | 楠見大輔（絶対アイシテルズ）    |
| 7位  | 井尻貫太郎（ジュリエッタ）      |
| 8位  | 櫻井健一郎（祇園）              |
| 9位  | こうへい（吉田たち）            |
| 10位 | 上田純樹（えんぴつ消しゴム）    |
| 11位 | 多田智佑（トット）              |
| 11位 | 野村尚平（プリマ旦那）          |
| 11位 | 木尾陽平（シンクロック）        |
| 14位 | 亜生（ミキ）                    |
| 15位 | 河野良祐（プリマ旦那）          |
| 15位 | はまやねん（8.6秒バズーカー）   |
| 17位 | 藤村泰平（電氣ブラン）          |
| 18位 | 津田康平（マルセイユ）          |
| 18位 | 桑原雅人（トット）              |
| 20位 | 肥後浩之（セルライトスパ）      |
| 20位 | 新山士彦（さや香）              |
| 20位 | ゆうへい（吉田たち）            |

### 第2回
2017年1月9日、なんばグランド花月にて第2回上方漫才協会大賞が行われた。
| 賞の名称                 | 受賞者                                                                                         |
| ------------------------ | ---------------------------------------------------------------------------------------------- |
| 大賞                     | 吉田たち                                                                                       |
| 特別賞                   | コマンダンテ                                                                                   |
| 新人賞                   | マユリカ                                                                                       |
| 話題賞                   | 尼神インター ミキ                                                                              |
| 文芸部門賞               | トット「反抗期」 見取り図「サプライズプレゼント」 てんしとあくま「輪唱」 デルマパンゲ「3+0=4」 |
| トータルコーディネイト賞 | いなかのくるま コマンダンテ プリマ旦那                                                         |
| 男前ランキング           | 石井輝明（コマンダンテ）                                                                       |
| ブサイクランキング       | 稲田直樹（アインシュタイン）                                                                   |

- 尼神インター
- 馬と魚
- おいでやす小田
- からし蓮根
- 祇園
- クロスバー直撃
- コーンスターチ
- コマンダンテ
- ジュリエッタ
- シンクロック
- セルライトスパ

- 大自然
- タナからイケダ
- ダブルアート
- ツートライブ
- てんしとあくま
- トット
- ネイビーズアフロ
- 爆ノ介
- ビーフケーキ
- プリマ旦那
- ヘッドライト

- ヘンダーソン
- マユリカ
- マルセイユ
- ミキ
- 見取り図
- 守谷日和
- モンスーン
- ゆりやんレトリィバァ
- 吉田たち
- ラニーノーズ
- ラフ次元

- アキレスと亀
- 蛙亭
- からし蓮根

- 霜降り明星
- ネイビーズアフロ
- マユリカ

| 順位 | 芸人名                         | 順位 | 芸人名                               |
| ---- | ------------------------------ | ---- | ------------------------------------ |
| 1位  | 石井輝明（コマンダンテ）       | 26位 | 迫田篤（デルマパンゲ）               |
| 2位  | 多田智佑（トット）             | 26位 | 空道太郎（ラフ次元）                 |
| 3位  | 河井ゆずる（アインシュタイン） | 28位 | 河野良祐（プリマ旦那）               |
| 4位  | 木崎太郎（祇園）               | 29位 | きたしろ（アキレスと亀）             |
| 5位  | 洲崎貴郁（ラニーノーズ）       | 29位 | 盛山晋太郎（見取り図）               |
| 6位  | 山田健人（ラニーノーズ）       | 29位 | 濱坂恭平（武者武者）                 |
| 7位  | 亜生（ミキ）                   | 32位 | 里（大自然）                         |
| 8位  | 桑原雅人（トット）             | 33位 | 清友                                 |
| 9位  | 櫻井健一郎（祇園）             | 33位 | たかのり（ツートライブ）             |
| 10位 | こうへい（吉田たち）           | 35位 | 中野周平（蛙亭）                     |
| 11位 | 木佐凌一朗（いなかのくるま）   | 35位 | 藤本聖（ジュリエッタ）               |
| 12位 | 楠見大輔（絶対アイシテルズ）   | 35位 | 辻（ニッポンの社長）                 |
| 13位 | 渚（尼神インター）             | 35位 | 中村浩士（ヘンダーソン）             |
| 14位 | リリー（見取り図）             | 39位 | 古田敬一（きみどり）                 |
| 15位 | 笠谷翔平（ポートワシントン）   | 39位 | 橋本拓也（スーパーノヴァ）           |
| 16位 | 新山士彦（さや香）             | 39位 | 前田龍二（なにわスワンキーズ）       |
| 17位 | 皆川（ネイビーズアフロ）       | 42位 | 粗品（霜降り明星）                   |
| 17位 | ゆうへい（吉田たち）           | 42位 | 別府貴之（マルセイユ）               |
| 19位 | 伊丹祐貴（クラスメイト）       | 44位 | 木尾陽平（シンクロック）             |
| 19位 | 井尻貫太郎（ジュリエッタ）     | 45位 | きむきむ（パーティーパーティー）     |
| 21位 | 大西進（黒帯）                 | 46位 | ZAZY                                 |
| 21位 | 子安裕樹（ヘンダーソン）       | 46位 | 杉本青空（からし蓮根）               |
| 23位 | 野村尚平（プリマ旦那）         | 46位 | 藤村泰平（電氣ブラン）               |
| 23位 | 津田康平（マルセイユ）         | 46位 | 今井将人（ヒガシ逢ウサカ）           |
| 25位 | 安田邦祐（コマンダンテ）       | 46位 | 木本悠斗（ロックンロールブラザーズ） |

| 順位 | 芸人名                                       | 順位 | 芸人名                             |
| ---- | -------------------------------------------- | ---- | ---------------------------------- |
| 1位  | 稲田直樹（アインシュタイン）                 | 28位 | きたしろ（アキレスと亀）           |
| 2位  | ZAZY                                         | 29位 | 渡邊孝平（クロスバー直撃）         |
| 3位  | こじまラテ（なにわスワンキーズ）             | 29位 | ヒューマン中村                     |
| 4位  | 中山女子短期大学                             | 29位 | ゆりやんレトリィバァ               |
| 5位  | 赤木裕（たくろう）                           | 32位 | 伊織（からし蓮根）                 |
| 6位  | 馬と魚                                       | 32位 | 粗品（霜降り明星）                 |
| 7位  | ケツ（ニッポンの社長）                       | 34位 | 伊丹祐貴（クラスメイト）           |
| 8位  | 兎（ロングコートダディ）                     | 35位 | おいでやす小田                     |
| 9位  | かんざき（てんしとあくま）                   | 35位 | 近藤貴嗣（ビーフケーキ）           |
| 9位  | 中谷祐太（マユリカ）                         | 35位 | 原田（ビスケットブラザーズ）       |
| 11位 | 昴生（ミキ）                                 | 35位 | 野村尚平（プリマ旦那）             |
| 12位 | 木崎太郎（祇園）                             | 39位 | ちぇく田（くのいち）               |
| 13位 | 岡下雅典（コーンスターチ）                   | 39位 | 真べぇ（ダブルアート）             |
| 14位 | 誠子（尼神インター）                         | 39位 | こうへい（吉田たち）               |
| 14位 | 小山英機（モンスーン）                       | 42位 | せいや（霜降り明星）               |
| 16位 | ちろる（いなかのくるま）                     | 42位 | 東良介（ダブルヒガシ）             |
| 17位 | 洲崎貴郁（ラニ―ノーズ）                      | 42位 | テコンドー近藤                     |
| 18位 | 水本健一（span!）                            | 42位 | 澤下義之（へべれけ）               |
| 18位 | 津田康平（マルセイユ）                       | 42位 | 亜生（ミキ）                       |
| 20位 | 和田崇（パーフェクト・ダブル・シュレッダー） | 47位 | 十田卓（十手リンジン）             |
| 21位 | 黒木悠介（へべれけ）                         | 47位 | らぶおじさん（絶対アイシテルズ）   |
| 21位 | 守谷日和                                     | 47位 | もっち（マッスルブラザーズ）       |
| 21位 | ゆうへい（吉田たち）                         | 50位 | 西山慶児（エンペラー）             |
| 24位 | 阪本匠伍（マユリカ）                         | 50位 | ジャンボ門田（マッスルブラザーズ） |
| 24位 | 重本卓也（ロックンロールブラザーズ）         | 50位 | 盛山晋太郎（見取り図）             |
| 26位 | 中野周平（蛙亭）                             | 50位 | T@TSU（モンスーン）                |
| 26位 | 神原（ダークニンゲン）                       |      |                                    |

### 第3回
2018年1月8日、なんばグランド花月にて第3回上方漫才協会大賞が行われた。今回からは、よしもと漫才劇場所属芸人だけでなく、ヨシモト∞ホール所属芸人も対象となる。
| 賞の名称                 | 受賞者                                                                     |
| ------------------------ | -------------------------------------------------------------------------- |
| 大賞                     | トット                                                                     |
| 特別賞                   | ゆりやんレトリィバァ                                                       |
| 新人賞                   | ゆにばーす                                                                 |
| 話題賞                   | ニューヨーク                                                               |
| 文芸部門賞               | てんしとあくま「おしおき」 プリマ旦那「クラブ活動」 さや香「歌のお兄さん」 |
| トータルコーディネイト賞 | おかずクラブ 十手リンジン 戎                                               |
| 男前ランキング           | 多田智佑（トット）                                                         |
| ブサイクランキング       | 稲田直樹（アインシュタイン）                                               |

- おいでやす小田
- おたまじゃくし
- からし蓮根
- 祇園
- きみどり
- クロスバー直撃
- さや香
- 霜降り明星
- ジュリエッタ
- span!
- セルライトスパ
- 大自然
- タナからイケダ
- ダブルアート

- ちからこぶ
- ツートライブ
- トット
- ニメートルズ
- ネイビーズアフロ
- フースーヤ
- プリマ旦那
- ヘンダーソン
- マユリカ
- マルセイユ
- ミキ
- 見取り図
- 守谷日和
- ゆりやんレトリィバァ

- ラニーノーズ
- ラフ次元
- 相席スタート
- おかずクラブ
- おばたのお兄さん
- キンボシ
- サルゴリラ
- ジェラードン
- スパイク
- 世間知らズ
- ダイタク
- ダンビラムーチョ
- テゴネハンバーグ
- デニス

- ななまがり
- 西村ヒロチョ
- ニューヨーク
- ネルソンズ
- ピスタチオ
- ペコリーノ
- ボーイフレンド
- マテンロウ
- ゆにばーす
- 横澤夏子
- LOVE
- ラフレクラン
- ランパンプス

- コウテイ
- さや香
- 霜降り明星

- やさしいズ
- ゆにばーす
- ラフレクラン

| 順位 | 芸人名                         | 順位 | 芸人名                               |
| ---- | ------------------------------ | ---- | ------------------------------------ |
| 1位  | 多田智佑（トット）             | 26位 | 盛山晋太郎（見取り図）               |
| 2位  | 木崎太郎（祇園）               | 27位 | 藤本聖（ジュリエッタ）               |
| 3位  | 河井ゆずる（アインシュタイン） | 27位 | はじり（ネイビーズアフロ）           |
| 4位  | 桑原雅人（トット）             | 29位 | 辻（ニッポンの社長）                 |
| 5位  | 亜生（ミキ）                   | 30位 | 子安祐樹（ヘンダーソン）             |
| 6位  | 皆川（ネイビーズアフロ）       | 30位 | 粗品（霜降り明星）                   |
| 7位  | 洲崎貴郁（ラニーノーズ）       | 30位 | 九条ジョー（コウテイ）               |
| 8位  | 新山士彦（さや香）             | 33位 | 河野良祐（プリマ旦那）               |
| 9位  | 櫻井健一郎（祇園）             | 34位 | きむきむ（パーティーパーティー）     |
| 10位 | 井尻貫太郎（ジュリエッタ）     | 34位 | 木本悠斗（ロックンロールブラザーズ） |
| 11位 | ゆうへい（吉田たち）           | 36位 | たかのり（ツートライブ）             |
| 12位 | 山田健人（ラニーノーズ）       | 37位 | 濱坂恭平（武者武者）                 |
| 13位 | リリー（見取り図）             | 38位 | 東良介（ダブルヒガシ）               |
| 15位 | こうへい（吉田たち）           | 40位 | 別府貴之（マルセイユ）               |
| 16位 | 晃太郎（ちからこぶ）           | 40位 | 今井将人（ヒガシ逢ウサカ）           |
| 17位 | 中村浩士（ヘンダーソン）       | 42位 | 里（大自然）                         |
| 18位 | 空道太郎（ラフ次元）           | 42位 | 高畠勇人（チャンプチョップ）         |
| 18位 | 上田だう（きんめ鯛）           | 44位 | 大西進（黒帯）                       |
| 20位 | 石井誠一（さや香）             | 45位 | 古田敬一（きみどり）                 |
| 20位 | 木佐凌一朗（いなかのくるま）   | 45位 | 笠谷翔平（ポートワシントン）         |
| 22位 | 野村尚平（プリマ旦那）         | 47位 | 楠見大輔（絶対アイシテルズ）         |
| 23位 | 真輝志（きんめ鯛）             | 47位 | 大東翔生（ダブルヒガシ）             |
| 24位 | 田中ショータイム（フースーヤ） | 49位 | kento fukaya                         |
| 25位 | 杉本青空（からし蓮根）         | 50位 | ゆりやんレトリィバァ                 |

| 順位 | 芸人名                               | 順位 | 芸人名                         |
| ---- | ------------------------------------ | ---- | ------------------------------ |
| 1位  | 稲田直樹（アインシュタイン）         | 26位 | かんばら先生（ダークニンゲン） |
| 2位  | かんざき（てんしとあくま）           | 26位 | 宮北裕太（ちからこぶ）         |
| 3位  | 昴生（ミキ）                         | 28位 | 津田康平（マルセイユ）         |
| 4位  | 中山女子短期大学                     | 29位 | 井尻貫太郎（ジュリエッタ）     |
| 5位  | ケツ（ニッポンの社長）               | 29位 | まつさか（熱いお茶）           |
| 6位  | 中谷祐太（マユリカ）                 | 29位 | ゆりやんレトリィバァ           |
| 7位  | 木崎太郎（祇園）                     | 32位 | トニオ（熱いお茶）             |
| 8位  | こじまラテ（なにわスワンキーズ）     | 33位 | こうへい（吉田たち）           |
| 9位  | 原田（ビスケットブラザーズ）         | 34位 | 谷口理（フースーヤ）           |
| 10位 | おいでやす小田                       | 35位 | 渡邊孝平（クロスバー直撃）     |
| 11位 | 赤木裕（たくろう）                   | 35位 | 内海崇（ミルクボーイ）         |
| 12位 | ちろる（いなかのくるま）             | 35位 | 古田敬一（きみどり）           |
| 13位 | 伊織（からし蓮根）                   | 38位 | 鬼村拓哉（ZUMA）               |
| 14位 | 守谷日和                             | 39位 | 迫田篤（デルマパンゲ）         |
| 15位 | 阪本匠伍（マユリカ）                 | 39位 | 木佐陵一朗（いなかのくるま）   |
| 16位 | 東良介（ダブルヒガシ）               | 41位 | リリー（見取り図）             |
| 17位 | 兎（ロングコートダディ）             | 41位 | せいや（霜降り明星）           |
| 18位 | 重本卓也（ロックンロールブラザーズ） | 41位 | 藤原風斗（戎）                 |
| 19位 | 小山英機（モンスーン）               | 44位 | 中村浩士（ヘンダーソン）       |
| 20位 | 盛山晋太郎（見取り図）               | 44位 | 大須賀健剛（セルライトスパ）   |
| 21位 | ゆうへい（吉田たち）                 | 44位 | T@TSU（モンスーン）            |
| 21位 | 中野周平（蛙亭）                     | 44位 | ヒューマン中村                 |
| 21位 | 下田真生（コウテイ）                 | 44位 | 上田だう（きんめ鯛）           |
| 24位 | 黒木悠介（へべれけ）                 | 44位 | 大東翔生（ダブルヒガシ）       |
| 25位 | 粗品（霜降り明星）                   | 50位 | 広木英介（デルマパンゲ）       |
|      |                                      | 50位 | 周平魂（ツートライブ）         |

### 第4回
2019年1月14日、なんばグランド花月にて第4回上方漫才協会大賞が行われた。
| 賞の名称           | 受賞者                                                                         |
| ------------------ | ------------------------------------------------------------------------------ |
| 大賞               | 見取り図                                                                       |
| 特別賞             | 霜降り明星                                                                     |
| 新人賞             | エンペラー                                                                     |
| 話題賞             | よしもと漫才劇場                                                               |
| 文芸部門賞         | ロングコートダディ ジソンシン ツートライブ なにわスワンキーズ ダンビラムーチョ |
| 男前ランキング     | 河井ゆずる（アインシュタイン）                                                 |
| ブサイクランキング | 稲田直樹（アインシュタイン）                                                   |

- ジュリエッタ
- タナからイケダ
- 祇園
- ラフ次元
- ヘンダーソン
- 見取り図
- ダブルアート
- ツートライブ
- プリマ旦那
- ロングコートダディ
- マルセイユ
- 霜降り明星
- ネイビーズアフロ
- さや香

- なにわスワンキーズ
- ミキ
- からし蓮根
- コウテイ
- ラニーノーズ
- きんめ鯛
- ちからこぶ
- たくろう
- フースーヤ
- 守谷日和
- 爆ノ介
- シゲカズです
- 濱田祐太郎
- ゆりやんレトリィバァ

- おかずクラブ
- ニューヨーク
- デニス
- ダンビラムーチョ
- しゃかりき
- ランパンプス
- マテンロウ
- 鬼越トマホーク
- バビロン
- やさしいズ
- スクールゾーン
- ラフレクラン
- サンシャイン
- 空気階段

- ワラバランス
- ゲオルギー
- ガーリィレコード
- ゆにばーす
- ナイチンゲールダンス
- いまさらジャンプ
- バニラボックス
- ネイチャーバーガー
- 魔人無骨
- 世間知らズ
- レインボー
- EXIT
- 横澤夏子
- 西村ヒロチョ
- ひょっこりはん
- おばたのお兄さん

- エンペラー
- からし蓮根
- コウテイ

- ひょっこりはん
- EXIT
- 魔人無骨

| 順位 | 芸人名                         | 順位 | 芸人名                               |
| ---- | ------------------------------ | ---- | ------------------------------------ |
| 1位  | 河井ゆずる（アインシュタイン） | 26位 | 真輝志（きんめ鯛）                   |
| 2位  | 木崎太郎（祇園）               | 27位 | 盛山晋太郎（見取り図）               |
| 3位  | 多田智佑（トット）             | 28位 | 辻（ニッポンの社長）                 |
| 4位  | 桑原雅人（トット）             | 29位 | 木本悠斗（ロックンロールブラザーズ） |
| 5位  | 洲崎貴郁（ラニーノーズ）       | 30位 | 空道太郎（ラフ次元）                 |
| 6位  | 新山士彦（さや香）             | 30位 | 野村尚平（プリマ旦那）               |
| 7位  | 井尻貫太郎（ジュリエッタ）     | 30位 | ゆうへい（吉田たち）                 |
| 8位  | 杉本青空（からし蓮根）         | 33位 | 今井将人（ヒガシ逢ウサカ）           |
| 9位  | 皆川（ネイビーズアフロ）       | 34位 | kento fukaya                         |
| 10位 | 櫻井健一郎（祇園）             | 35位 | 濱坂恭平（武者武者）                 |
| 11位 | 木佐陵一朗（いなかのくるま）   | 36位 | 粗品（霜降り明星）                   |
| 12位 | 子安裕樹（ヘンダーソン）       | 36位 | シゲカズです                         |
| 13位 | 山田健人（ラニーノーズ）       | 38位 | 清友                                 |
| 14位 | はじり（ネイビーズアフロ）     | 39位 | 東良介（ダブルヒガシ）               |
| 15位 | 亜生（ミキ）                   | 40位 | 前田龍二（なにわスワンキーズ）       |
| 16位 | リリー（見取り図）             | 40位 | 下村啓太（ジソンシン）               |
| 17位 | 晃太郎（ちからこぶ）           | 40位 | きむきむ（パーティー・パーティー）   |
| 18位 | こうへい（吉田たち）           | 43位 | 大東翔生（ダブルヒガシ）             |
| 19位 | 九条ジョー（コウテイ）         | 44位 | 藤本聖（ジュリエッタ）               |
| 20位 | たかのり（ツートライブ）       | 44位 | 山本プロ野球（シカゴ実業）           |
| 20位 | 酒井孝太（ジソンシン）         | 46位 | 上田だう（きんめ鯛）                 |
| 22位 | 津田康平（マルセイユ）         | 47位 | 大西進（黒帯）                       |
| 23位 | 中村フー（ヘンダーソン）       | 47位 | 河野良祐（プリマ旦那）               |
| 24位 | 石井誠一（さや香）             | 49位 | 安井祐弥（エンペラー）               |
| 25位 | 田中ショータイム（フースーヤ） | 49位 | タグ（ダブルアート）                 |
|      |                                | 49位 | 爆ノ介                               |

| 順位 | 芸人名                           | 順位 | 芸人名                               |
| ---- | -------------------------------- | ---- | ------------------------------------ |
| 1位  | 稲田直樹（アインシュタイン）     | 26位 | 中野周平（蛙亭）                     |
| 2位  | 中山女子短期大学                 | 27位 | ヒューマン中村                       |
| 3位  | ケツ（ニッポンの社長）           | 28位 | 阪本匠伍（マユリカ）                 |
| 4位  | 中川ひちゃゆき（シカゴ実業）     | 29位 | 中村フー（ヘンダーソン）             |
| 5位  | かんざき（てんしとあくま）       | 30位 | 内海崇（ミルクボーイ）               |
| 6位  | ちろる（いなかのくるま）         | 31位 | リリー（見取り図）                   |
| 7位  | 中谷祐太（マユリカ）             | 32位 | せいや（霜降り明星）                 |
| 8位  | こじまラテ（なにわスワンキーズ） | 32位 | 大国麗（爛々）                       |
| 9位  | 木崎太郎（祇園）                 | 34位 | 皆川（ネイビーズアフロ）             |
| 10位 | 昴生（ミキ）                     | 34位 | 西山慶児（エンペラー）               |
| 11位 | 東良介（ダブルヒガシ）           | 36位 | T@TSU（モンスーン）                  |
| 12位 | 下田真生（コウテイ）             | 37位 | 重本卓也（ロックンロールブラザーズ） |
| 13位 | 原田（ビスケットブラザーズ）     | 38位 | 大須賀健剛（セルライトスパ）         |
| 14位 | 欅晶裕（ニメートルズ）           | 38位 | 谷口理（フースーヤ）                 |
| 14位 | 兎（ロングコートダディ）         | 40位 | 星霰（人生は夢）                     |
| 16位 | 赤木裕（たくろう）               | 41位 | きたしろ（センリーズ）               |
| 17位 | 盛山晋太郎（見取り図）           | 42位 | 田邊孟徳（タナからイケダ）           |
| 17位 | メラちゃん（プードル）           | 42位 | らぶおじさん（絶対アイシテルズ）     |
| 19位 | 伊織（からし蓮根）               | 42位 | 木佐陵一朗（いなかのくるま）         |
| 20位 | まつさか（熱いお茶）             | 42位 | ゆりやんレトリィバァ                 |
| 21位 | 宮北裕太（ちからこぶ）           | 46位 | 十田卓（十手リンジン）               |
| 22位 | 守谷日和                         | 46位 | テコンドー近藤（センリーズ）         |
| 23位 | ゆうへい（吉田たち）             | 46位 | ピーナツ（ドーナツ・ピーナツ）       |
| 24位 | 津田康平（マルセイユ）           | 46位 | 加藤聖也（ポップマン）               |
| 25位 | 渡邊孝平（クロスバー直撃）       | 50位 | ひらかわ（パーティーパーティー）     |

### 第5回
2020年1月14日、なんばグランド花月で第5回上方漫才協会大賞が行われた。
| 賞の名称               | 受賞者                                                             |
| ---------------------- | ------------------------------------------------------------------ |
| 大賞                   | ミキ                                                               |
| 特別賞                 | かまいたち                                                         |
| 話題賞                 | ミルクボーイ ラニーノーズ                                          |
| 新人賞                 | チェリー大作戦                                                     |
| 文芸部門賞             | ラフ次元 ビスケットブラザーズ カベポスター オズワルド バッテリィズ |
| オシャレ芸人ランキング | 河井ゆずる（アインシュタイン）                                     |
| ダサい芸人ランキング   | 安井祐弥（エンペラー）                                             |

- タナからイケダ
- ミルクボーイ
- 祇園
- ラフ次元
- デルマパンゲ
- ヘンダーソン
- 令和喜多みな実
- ロングコートダディ
- マルセイユ
- おたまじゃくし
- ニッポンの社長
- ネイビーズアフロ
- ヒガシ逢ウサカ
- マユリカ

- エンペラー
- さや香
- なにわスワンキーズ
- からし蓮根
- コウテイ
- 紅しょうが
- ラニーノーズ
- ダブルヒガシ
- 天才ピアニスト
- 爆之介
- kento fukaya
- ゆりやんレトリィバア
- うるとらブギーズ
- すゑひろがりず

- ジェラードン
- コマンダンテ
- 尼神インター
- ピスタチオ
- アイロンヘッド
- ダイタク
- ネルソンズ
- 相席スタート
- インディアンス
- おかずクラブ
- ニューヨーク
- ゆにばーす
- コロコロチキチキペッパーズ
- しゃかりき

- 男性ブランコ
- ダンビラムーチョ
- やさしいズ
- 霜降り明星
- ガーリィレコード
- ミキ
- 空気階段
- ラフレクラン
- オズワルド
- レインボー
- ガンバレルーヤ
- ザ・シーツ
- EXIT
- 3時のヒロイン

- ナイチンゲールダンス
- まんぷくユナイテッド
- 令和ロマン
- おいでやす小田
- 横澤夏子
- しゅんしゅんクリニックP
- ひょっこりはん

- ダブルヒガシ
- ドーナツ・ピーナツ

- チェリー大作戦
- EXIT

- 3時のヒロイン
- そのこ

| 順位 | 芸人名                         |
| ---- | ------------------------------ |
| 1位  | 河井ゆずる（アインシュタイン） |
| 2位  | 九条ジョー（コウテイ）         |
| 3位  | 洲崎貴郁（ラニーノーズ）       |
| 4位  | 酒井孝太（ジソンシン）         |
| 5位  | 桑原雅人（トット）             |
| 6位  | ソウタヤマモト（五臓六腑）     |
| 7位  | 山田健人（ラニーノーズ）       |
| 8位  | 多田智佑（トット）             |
| 8位  | リリー（見取り図）             |
| 10位 | 津田康平（マルセイユ）         |

| 順位 | 芸人名                         |
| ---- | ------------------------------ |
| 1位  | 安井祐弥（エンペラー）         |
| 2位  | かんざき（てんしとあくま）     |
| 3位  | 新山士彦（さや香）             |
| 4位  | 阪本匠伍（マユリカ）           |
| 5位  | 宮北裕太（ちからこぶ）         |
| 6位  | 下田真生（コウテイ）           |
| 7位  | 稲田直樹（アインシュタイン）   |
| 8位  | 戸島りぴーと（ときヲりぴーと） |
| 9位  | 中谷祐太（マユリカ）           |
| 10位 | ケツ（ニッポンの社長）         |

### 第6回
2021年1月11日、なんばグランド花月で第6回上方漫才協会大賞が行われた。
| 賞の名称               | 受賞者                                                       |
| ---------------------- | ------------------------------------------------------------ |
| 大賞                   | ミルクボーイ                                                 |
| 特別賞                 | 和牛                                                         |
| 話題賞                 | すゑひろがりず マヂカルラブリー                              |
| 新人賞                 | カベポスター                                                 |
| 文芸部門賞             | キングブルブリン もも ヒューマン中村 ラフ次元 インディアンス |
| オシャレ芸人ランキング | 九条ジョー（コウテイ）                                       |
| ダサい芸人ランキング   | 安井祐弥（エンペラー）                                       |

（※）は最終ノミネート
- ミルクボーイ（※）
- 祇園
- ラフ次元
- ヘンダーソン
- ダブルアート
- ツートライブ
- 令和喜多みな実
- ロングコートダディ
- マルセイユ
- ニッポンの社長
- ネイビーズアフロ
- ビスケットブラザーズ
- さや香（※）
- からし蓮根

- コウテイ（※）
- ラニーノーズ
- カベポスター
- きんめ鯛
- ダブルヒガシ
- ドーナツ・ピーナツ
- 丸亀じゃんご
- たくろう
- 天才ピアニスト
- フースーヤ
- ヒューマン中村
- kento fukaya
- ゆりやんレトリィバァ
- うるとらブギーズ

- すゑひろがりず（※）
- マヂカルラブリー
- ジェラードン
- コマンダンテ
- インディアンス
- ネルソンズ
- ニューヨーク（※）
- おかずクラブ
- 鬼越トマホーク
- やさしいズ
- ゆにばーす
- 霜降り明星
- 男性ブランコ
- 空気階段

- オズワルド
- ラフレクラン
- そいつどいつ
- EXIT
- 世間知らズ
- 素敵じゃないか
- 9番街レトロ
- ぼる塾（※）
- 3時のヒロイン（※）
- ネイチャーバーガー
- ナイチンゲールダンス
- 令和ロマン
- おいでやす小田

- カベポスター
- ドーナツ・ピーナツ

- フミ
- 9番街レトロ

- ぼる塾
- 令和ロマン

| 順位 | 芸人名                         |
| ---- | ------------------------------ |
| 1位  | 九条ジョー（コウテイ）         |
| 2位  | ときヲ（ときヲりぴーと）       |
| 3位  | 山田健人（ラニーノーズ）       |
| 4位  | リリー（見取り図）             |
| 5位  | きたしろ（センリーズ）         |
| 6位  | 野村尚平（令和喜多みな実）     |
| 7位  | 田中ショータイム（フースーヤ） |
| 8位  | 洲崎貴郁（ラニーノーズ）       |
| 9位  | 堂前透（ロングコートダディ）   |
| 10位 | 山崎愛子（ねこ屋敷）           |

| 順位 | 芸人名                         |
| ---- | ------------------------------ |
| 1位  | 安井祐弥（エンペラー）         |
| 2位  | 新山士彦（さや香）             |
| 3位  | 一石達也（うただ）             |
| 4位  | 別府貴之（マルセイユ）         |
| 5位  | 下田真生（コウテイ）           |
| 6位  | ケツ（ニッポンの社長）         |
| 7位  | 戸島りぴーと（ときヲりぴーと） |
| 8位  | にしやま（エンペラー）         |
| 9位  | 迫田篤（デルマパンゲ）         |
| 10位 | 内海崇（ミルクボーイ）         |

### 第7回
2022年1月10日、なんばグランド花月で第7回上方漫才協会大賞が行われた。
| 賞の名称               | 受賞者                                               |
| ---------------------- | ---------------------------------------------------- |
| 大賞                   | すゑひろがりず                                       |
| 特別賞                 | プラス・マイナス                                     |
| 話題賞                 | オズワルド オダウエダ                                |
| 新人賞                 | ドーナツ・ピーナツ                                   |
| 文芸部門賞             | ヘンダーソン ツートライブ マユリカ 滝音 カベポスター |
| オシャレ芸人ランキング | きたしろ（センリーズ）                               |
| ダサい芸人ランキング   | 安井祐弥（エンペラー）                               |

### 第8回
2023年1月9日、なんばグランド花月で第8回上方漫才協会大賞が行われた。
| 賞の名称               | 受賞者                                           |
| ---------------------- | ------------------------------------------------ |
| 大賞                   | 天才ピアニスト                                   |
| 特別賞                 | 男性ブランコ                                     |
| 話題賞                 | ビスケットブラザーズ さや香                      |
| 新人賞                 | ヨネダ2000                                       |
| 劇場賞                 | もりやすバンバンビガロ                           |
| 文芸部門賞             | ツートライブ チェリー大作戦 うただ コットン 狛犬 |
| オシャレ芸人ランキング | きたしろ（センリーズ）                           |
| ダサい芸人ランキング   | テコンドー近藤（センリーズ）                     |

### 第9回
2024年1月8日、なんばグランド花月で第9回上方漫才協会大賞が行われた。
| 賞の名称                   | 受賞者 |
| -------------------------- | --- |
| 大賞                       | ダブルヒガシ |
| 特別賞                     | ジャルジャル |
| 話題賞                     | 令和ロマン |
| 新人賞                     | タイムキーパー |
| 劇場賞                     | ギャロップ |
| 文芸部門名誉賞             | ツートライブ |
| 文芸部門賞                 | 侍スライス バッテリィズ ネイビーズアフロ kento fukaya シシガシラ                                                                                               |
| 舞台衣装ベストコレクション | ヘンダーソン（よしもと漫才劇場） オフローズ（神保町よしもと漫才劇場） そいつどいつ（ヨシモト∞ホール） インクルージョン（よしもと福岡ダイワファンドラップ劇場） |

### 第10回
2025年1月13日、なんばグランド花月で第10回上方漫才協会大賞が行われた
| 賞の名称                 | 受賞者                                      |
| ------------------------ | ------------------------------------------- |
| 大賞                     | ドーナツ・ピーナツ                          |
| 特別賞                   | 令和ロマン                                  |
| 話題賞                   | バッテリィズ                                |
| 新人賞                   | ジョックロック                              |
| 劇場賞                   | ラニーノーズ                                |
| 審査員特別コント作家賞   | コットン・西村真二                          |
| 審査委員特別コント演技賞 | コットン・きょん                            |
| 文芸部門賞               | カベポスター うただ エバース 素敵じゃないか |
| 上方漫才協会特別功労賞   | 霜降り明星                                  |